# Internationaler Seegerichtshof

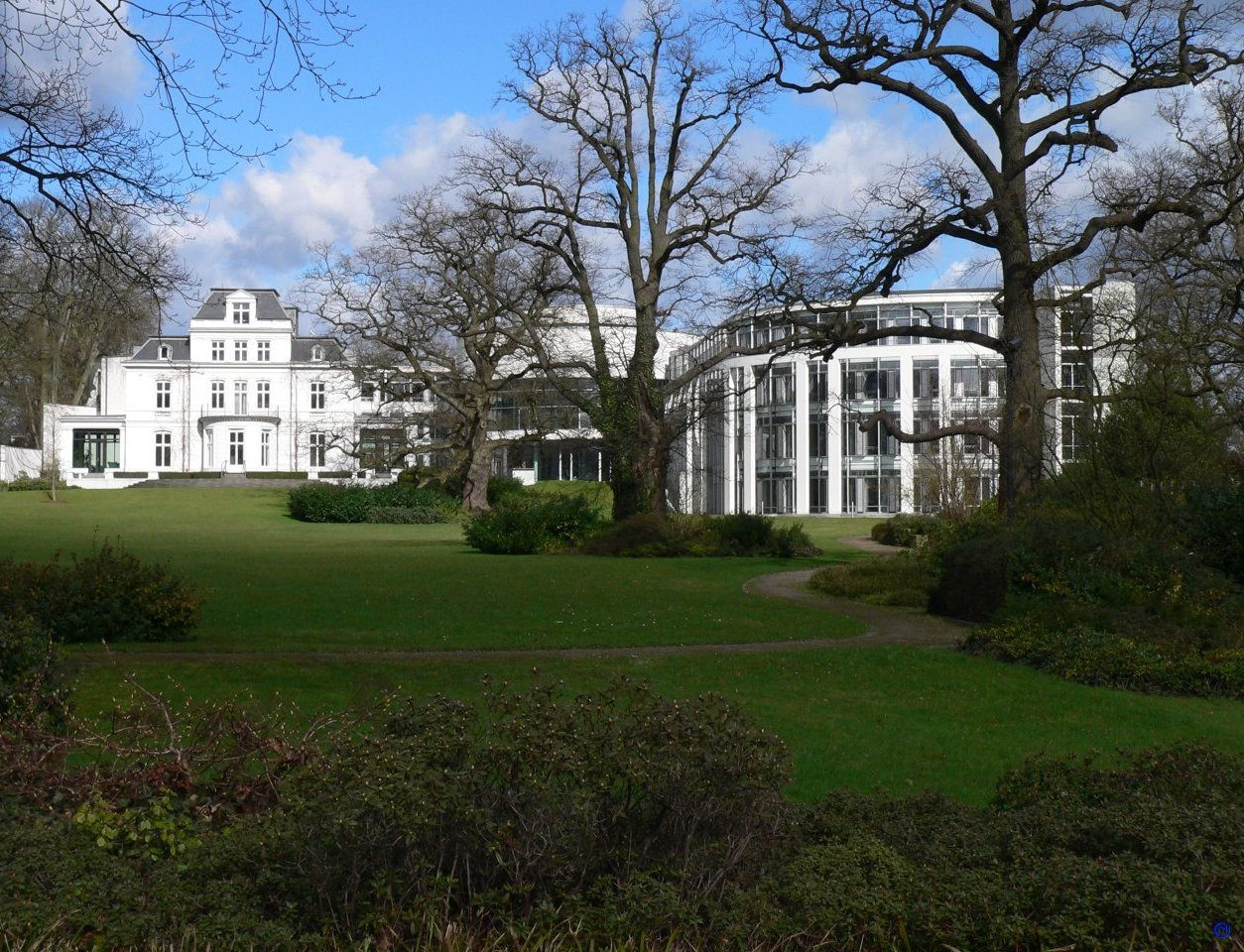
Sicht von der Elbe, links die Schröder’sche Villa

Der Internationale Seegerichtshof (ISGH; englisch International Tribunal for the Law of the Sea – ITLOS; französisch Tribunal international du droit de la mer – TIDM) ist ein internationales Gericht, das auf der Grundlage des Seerechtsübereinkommens (SRÜ) der Vereinten Nationen vom 10. Dezember 1982 als selbständige Organisation im UN-System tätig ist.

## Entstehung
Das Übereinkommen trat am 16. November 1994 in Kraft und der ISGH wurde am 1. Oktober 1996 mit Sitz in Hamburg gegründet. Das Gericht residierte zunächst in angemieteten Räumlichkeiten in der Hamburger Wexstraße, um im Juli 2000 seine eigenen Gebäude an der Elbchaussee in Hamburg-Nienstedten zu beziehen. Auf den Standort Hamburg hatte sich die UN-Seerechtskonferenz bereits am 21. August 1981 in Genf geeinigt. Dem ISGH wurde mit der UN-Resolution 51/204 vom 17. Dezember 1996 Beobachterstatus bei der Generalversammlung der Vereinten Nationen zugesprochen und somit die Teilnahme an Sitzungen der Generalversammlung garantiert, wenn Themen behandelt werden, die den Seegerichtshof betreffen.

## Zusammensetzung
Dem Gerichtshof gehören 21 Richter an, die von den 168 Vertragsparteien des SRÜ auf neun Jahre gewählt werden. Dabei kommen je fünf Richter aus Afrika und Asien, je vier Richter aus Mittel- und Südamerika bzw. Westeuropa und drei Richter aus Osteuropa. Seit dem 2. Oktober 2023 ist der isländische Richter Tómas Heiðar Präsident des ISGH. Es gibt 38 Mitarbeiter aus 14 Ländern. Als einziger von ihnen unterliegt der Präsident der Residenzpflicht in Hamburg, einschließlich diplomatischem Status. Gerichtssprachen sind Englisch und Französisch.

## Sitz
Das Gebäude wurde nach Entwürfen des Architekturbüros von Branca, München, in den Jahren 1997 bis 2000 errichtet; die Übergabe des Gebäudes erfolgte am 3. Juli 2000 durch Schlüsselübergabe an Kofi Annan, den damaligen UN-Generalsekretär. Die Bausumme betrug 123 Mio. DM (80 % übernahmen die Bundesrepublik, 20 % Hamburg, die Betriebskosten tragen die Vereinten Nationen). Beim Bau blieb die denkmalgeschützte Schröder’sche Villa erhalten und wurde in die Gesamtanlage einbezogen.
Laut Satzung kann der Gerichtshof auch an anderen Orten als in Hamburg tagen. 2020 war Singapur das erste Land, das ein Modellabkommen mit dem Gerichtshof abgeschlossen hat.

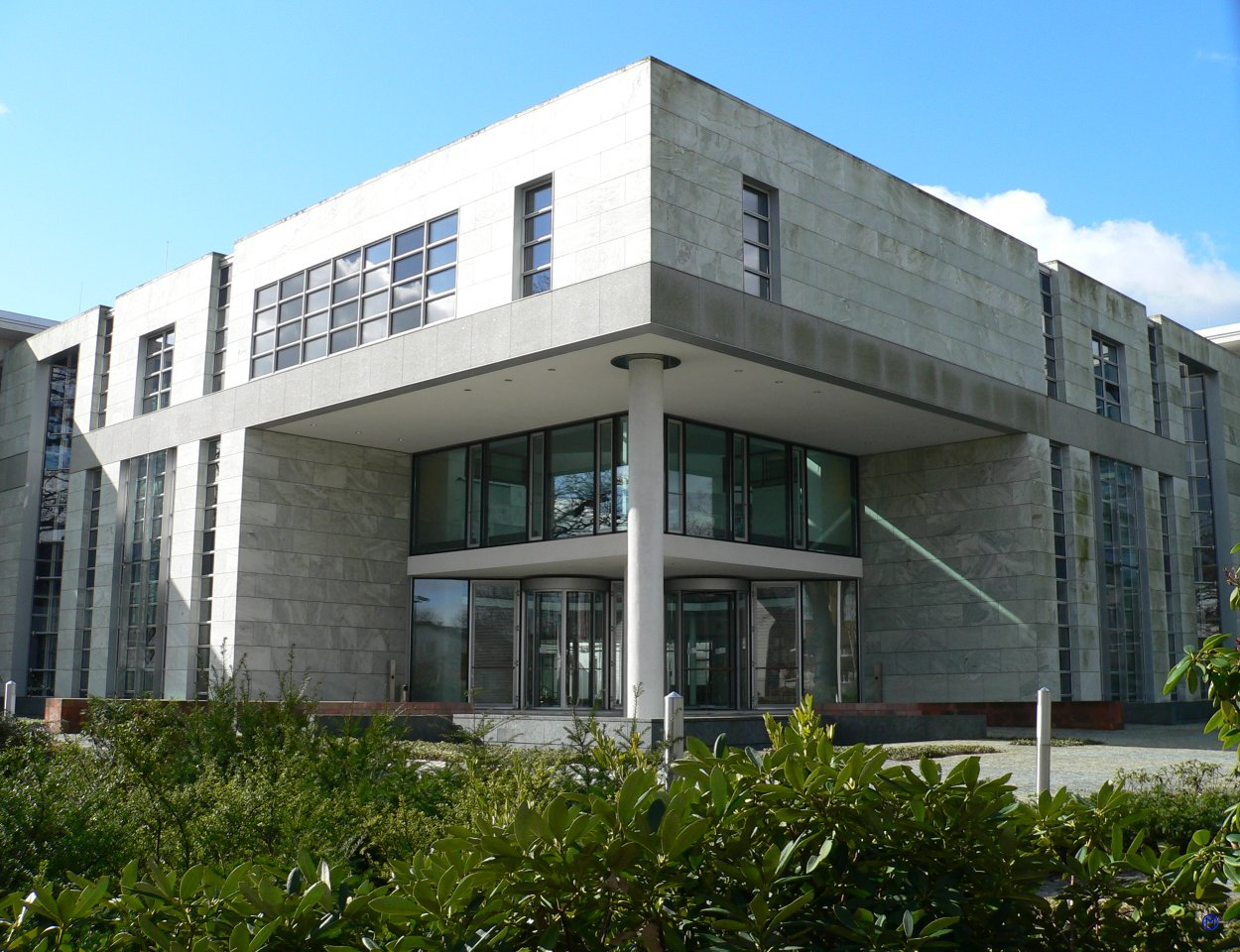
Eingangsbereich
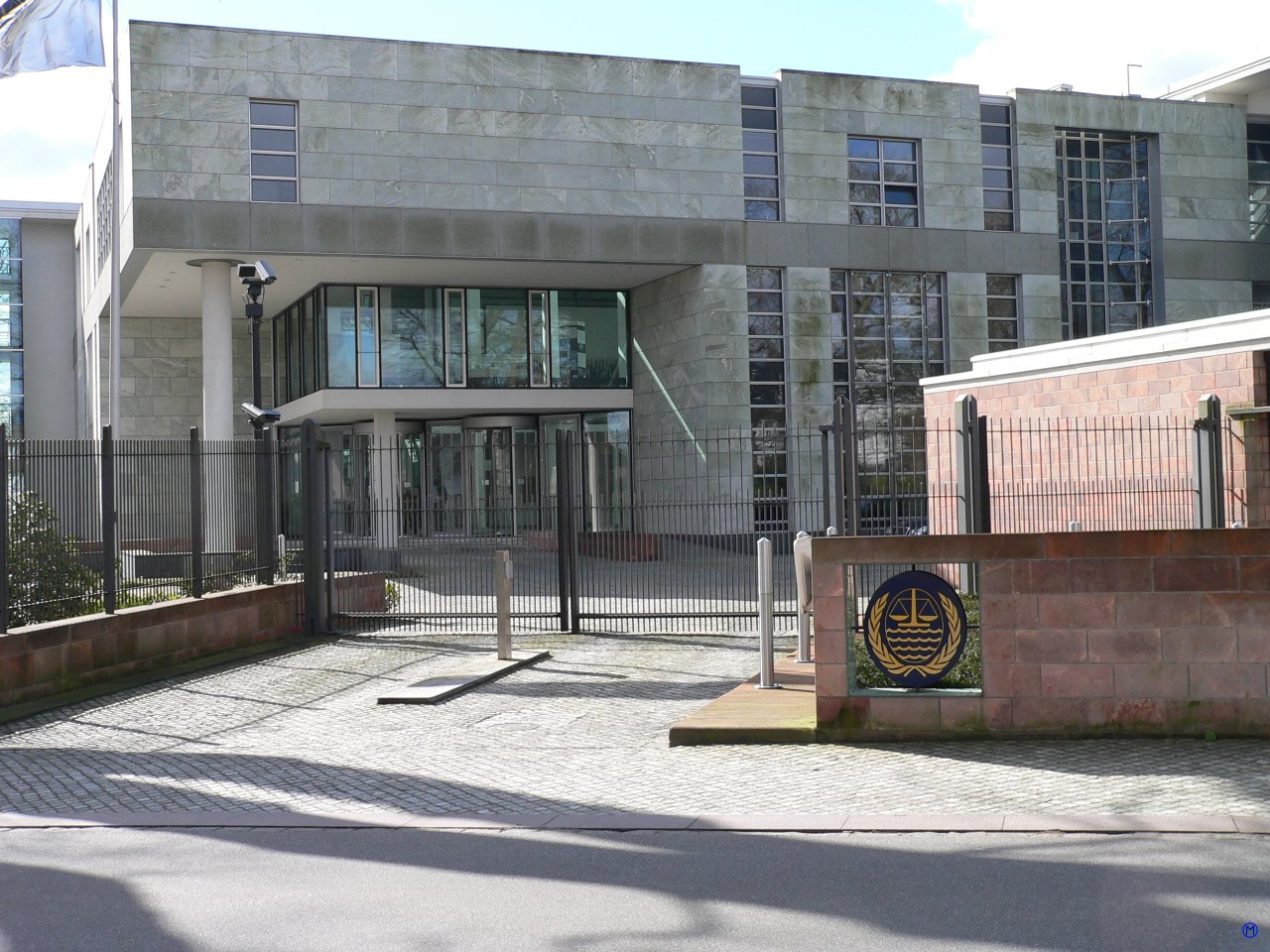
Zufahrt

## Zuständigkeiten
Für Streitigkeiten über die Auslegung und Anwendung des SRÜ sind die in Art. 287 Abs. 1 a) – d) SRÜ genannten Gerichte zuständig, also neben dem ISGH auch der Internationale Gerichtshof oder ein internationales Schiedsgericht. Welches dieser Organe für eine Streitigkeit zuständig ist, hängt vom Willen der Beteiligten ab, die ein Wahlrecht haben.
Wird dem ISGH eine Streitigkeit übertragen, besteht jedoch Allzuständigkeit, d. h. der Gerichtshof entscheidet die ihm vorgelegte Rechtsstreitigkeit umfassend und abschließend. Eine Ausnahme dieses Grundsatzes besteht jedoch für Streitigkeiten im Bereich des Tiefseebergbaus. Für diese ist allein die Meeresbodenkammer zuständig. Weitere Einschränkungen sind in den Artikeln 297 und 298 SRÜ vorgesehen. Ein Berufungs- oder Revisionsverfahren oder eine Verweisung an ein anderes Gericht ist grundsätzlich nicht vorgesehen.
Während der Internationale Gerichtshof in Den Haag lediglich für Streitigkeiten zwischen Staaten zuständig ist und in dieser Hinsicht eine Konkurrenz für seerechtliche Streitigkeiten darstellt, kann der ISGH unter bestimmten Voraussetzungen auch von Privatpersonen und Internationalen Organisationen angerufen werden. Er steht damit nicht nur den Vertragsparteien des Seerechtsübereinkommens offen. In der Tätigkeit des Tribunals hat diese Möglichkeit bislang allerdings keine Rolle gespielt.
Nach Art. 21 des Statuts des Gerichtshofs können dem ISGH auch andere internationale Streitigkeiten übertragen werden. Voraussetzung ist jedoch, dass ein Bezug zum Seerecht gegeben ist.

## Rechtsgrundlagen und Bindungswirkung
Rechtsgrundlage des Gerichtshofs ist dessen Statut, das als Anlage VI zum SRÜ abgeschlossen wurde und daher Bestandteil des SRÜ ist (Art. 318 SRÜ). Demnach kann der Gerichtshof von jeder Vertragspartei des SRÜ angerufen werden (Art. 20 Abs. 1 des Statuts); andere Staaten können den Gerichtshof in den Fällen anrufen, in denen das SRÜ dies ermöglicht oder wenn alle beteiligten Staaten dies vereinbaren (Art. 20 Abs. 2 des Statuts). Die Entscheidungen sind nur zwischen den Streitparteien verbindlich (Art. 33 Abs. 2 des Statuts). Das vom Gerichtshof angewendete Recht umfasst das SRÜ selbst sowie alle anderen Regeln des Völkerrechts, die mit dem SRÜ vereinbar sind (Art. 23 des Statuts und Art. 293 SRÜ).

## Verfahren

### Allgemein
Das Statut des Gerichtshofs kennt vier verschiedene Verfahrensarten: das Hauptsacheverfahren, das Verfahren über vorläufige Maßnahmen, das Verfahren vor der Meeresbodenkammer und das Verfahren zur Freigabe von Schiffen. Alle Verfahrensarten unterliegen dem Beibringungsgrundsatz. Vor Beginn des Verfahrens beraten die Richter zunächst über Fragen, die sie den Parteien stellen wollen und die diese dann entweder schriftlich oder in der mündlichen Verhandlung beantworten.
Das Verfahren vor dem ISGH ist in zwei Abschnitte aufgeteilt, das schriftliche Vorverfahren und die mündliche Verhandlung. Amtssprachen sind Englisch und Französisch.

### Die einzelnen Verfahrensarten

#### Hauptsacheverfahren
Das Hauptsacheverfahren setzt zunächst einen Antrag einer der Parteien voraus. Die inhaltlichen Anforderungen an diesen Antrag sind im Verhältnis zum IGH verhältnismäßig hoch. Er muss den Kläger, den oder die Beklagten sowie die Rechtsstreitigkeit bezeichnen und zudem vom Prozessvertreter der klagenden Partei abgezeichnet sein. Da der ISGH nur bei Zustimmung beider Parteien über einen Fall verhandeln kann, ist die Zustimmung der beklagten Partei vor dem Beginn des Verfahrens abzuwarten. Zumeist ist es jedoch so, dass sich die Parteien vorab über den der Verhandlung zugrunde liegenden Sachverhalt verständigen und diesen dann in schriftlicher Form einreichen.
Im nächsten Schritt legt das Gericht nach Abstimmung der Parteien fest, wie viele Schriftsätze eingereicht werden dürfen. Wenn alle Schriftsätze bei Gericht eingegangen sind, wird der Abschluss des schriftlichen Verfahrens festgestellt und ins mündliche Verfahren übergegangen.
Den Abschluss des Hauptsacheverfahrens bildet ein Urteil, das in einer mündlichen Verhandlung verlesen wird.

#### Verfahren der vorläufigen Maßnahmen
Das Verfahren der einstweiligen Anordnung ist in Art. 290 SRÜ geregelt. In diesem Verfahren kommt es darauf an, die Interessen beider Parteien bis zu einer Entscheidung im Hauptsacheverfahren zu sichern. Dies hängt vor allem mit der oftmals langen Verfahrensdauer im Hauptsacheverfahren zusammen.
Das Verfahren der einstweiligen Anordnung beginnt erst auf Antrag einer der Parteien. So kann der Gerichtshof beispielsweise auch Maßnahmen zur Verhinderung schwerer Umweltschäden anordnen.
Ein weiterer wichtiger Unterschied zu Verfahren anderer Gerichte ist, dass der ISGH auch einstweilige Anordnungen in den Fällen treffen kann, in denen er im Hauptsacheverfahren überhaupt nicht zuständig ist. Da immer eine gewisse Zeit vergeht, bis etwa ein Schiedsgericht eingerichtet ist, ist dem ISGH auch in diesen Fällen die einstweilige Sicherung der Interessen überlassen.
Die Entscheidung im Verfahren der einstweiligen Anordnung erfolgt durch Beschluss.

#### Verfahren vor der Meeresbodenkammer
Das Verfahren vor der Meeresbodenkammer ist in den Artikeln 86 ff. des Statuts sowie in Art. 187 SRÜ geregelt. Demnach ist die Meeresbodenkammer zuständig für Streitigkeiten, die die Nutzung des Meeresbodens betreffen. Hierbei geht es insbesondere um Streitigkeiten innerhalb der Internationalen Meeresbodenbehörde, zwischen einzelnen Staaten und dieser Behörde oder lediglich zwischen Staaten. Außerdem darf die Kammer Gutachten für den Rat und die Versammlung der Meeresbodenbehörde erstatten.

#### Verfahren zur Freigabe von Schiffen
Auf der Grundlage von Art. 292 SRÜ ist der ISGH für Verfahren zur Freigabe von Schiffen zuständig. Dieses Verfahren hat Sachverhalte zum Gegenstand, in denen ein Vertragsstaat ein Schiff, das unter der Flagge eines anderen Vertragsstaates fährt, sowie dessen Besatzung und Ladung festgesetzt hat und nicht bereit ist, es gegen eine angemessene Kaution wieder freizugeben. Da hier meist umfangreiche wirtschaftliche Erwägungen eine Rolle spielen, muss der klagende Staat nicht – wie sonst im Völkerrecht üblich – den innerstaatlichen Rechtsweg ausgeschöpft haben. Antragsbefugt ist sowohl der Flaggenstaat als auch ein von ihm beauftragter Reederei oder Anwalt.
Der Gerichtshof hat die Pflicht, den Freigabeantrag unverzüglich zu behandeln. Eine Entscheidung muss spätestens 31 Tage nach Antragsstellung erfolgen.

### Verfahrensgang

#### Schriftliches Verfahren
Das schriftliche Verfahren beginnt mit der Einreichung des klägerischen Schriftsatzes. Dem folgt die Erwiderung der beklagten Partei, worauf der Kläger erneut erwidern kann, sofern sich die Parteien hierauf verständigt haben. Wie viel Zeit zwischen Einreichung der Klage und Eingang dieses Schriftsatzes beim Gerichtshof vergehen darf, legt das Gericht in Absprache mit den Parteien fest.

#### Zwischenverfahren
Nach Abschluss des schriftlichen und vor Beginn des mündlichen Verfahrens wird den Richtern eine gewisse Zeit zum Studium der Akten eingeräumt. Danach haben sie sich gegenüber dem Präsidenten schriftlich zu äußern. Die Frist zur schriftlichen Äußerung ist bei der einstweiligen Anordnung und dem Verfahren zur Freigabe von Schiffen wesentlich kürzer, um schnell zu einer Entscheidung kommen zu können. Auf Grundlage dieser Stellungnahmen erstellt der Präsident ein Arbeitspapier. Ziel dieses Zwischenverfahrens ist die Vorbereitung der mündlichen Verhandlung bzw. der darauf folgenden Beratungen.

#### Mündliche Verhandlung
Vor Beginn der mündlichen Verhandlung stimmt sich der Präsident mit den Parteien über die Reihenfolge, in der die Argumente vorgetragen werden sollen, und die hierfür zur Verfügung stehende Zeit ab. Nach dem Grundsatz der Parteiengleichheit steht jeder Seite gleich viel Zeit zur Verfügung. Jede Partei hat für die von ihr vorgebrachten Argumente Zeugen und/oder Sachverständige zu benennen. Diese können in der Verhandlung im Kreuzverhör durch die andere Partei und durch das Gericht befragt werden.
Über den Ablauf der mündlichen Verhandlung wird ein Protokoll erstellt, das von den Parteien bis zum Abschluss der Verhandlung korrigiert werden kann. Am Ende jeder Verhandlung müssen die Parteien ihre Anträge sowohl mündlich als auch schriftlich vorlegen.
Nach Anmeldung beim Rechtspfleger können Zuhörer an den Verhandlungen teilnehmen.

#### Verfahrensabschluss
Nach Abschluss der mündlichen Verhandlung folgt eine Beratungsphase, die mehrere Tage dauern kann. Die einfache Mehrheit der Richter entscheidet. Vom Redaktionsausschuss wird zunächst ein Entscheidungsentwurf ausgearbeitet, der den anderen Richtern in drei Lesungen vorgestellt wird. Richter, die eine separate opinion bzw. eine dissenting opinion verfassen wollen, müssen dies in der ersten Lesung ankündigen.
Am Schluss der dritten Lesung wird namentlich über das Urteil abgestimmt.

## Derzeitige Mitglieder
| Herkunftsland        | Name                        | Amtsantritt | Präsident | Vizepräsident |
| -------------------- | --------------------------- | ----------- | --------- | ------------- |
| Kap Verde            | José Luis Jesus             | 1999        | 2008–2011 |               |
| Algerien             | Boualem Bouguetaia          | 2008        |           | 2014–2017     |
| Malta                | David Attard                | 2011        |           | 2017–2020     |
| Ukraine              | Markijan Kulyk              | 2011        |           |               |
| Island               | Tómas Heiðar                | 2014        | 2023–     | 2020–2023     |
| Paraguay             | Óscar Cabello Sarubbi       | 2017        |           |               |
| Indien               | Neeru Chadha                | 2017        |           | 2023–         |
| Thailand             | Kriangsak Kittichaisaree    | 2017        |           |               |
| Russische Föderation | Roman Kolodkin              | 2017        |           |               |
| Niederlande          | Liesbeth Lijnzaad           | 2017        |           |               |
| Jamaika              | Kathy-Ann Brown             | 2020        |           |               |
| Italien              | Ida Caracciolo              | 2020        |           |               |
| Chile                | Maria Teressa Infante Caffi | 2020        |           |               |
| Volksrepublik China  | Jielong Duan                | 2020        |           |               |
| Kamerun              | Maurice K. Kamga            | 2020        |           |               |
| Argentinien          | Frida María Armas Pfirter   | 2023        |           |               |
| Japan                | Hidehisa Horinouchi         | 2023        |           |               |
| Südkorea             | Zha Hyoung Rhee             | 2023        |           |               |
| Polen                | Konrad Jan Marciniak        | 2023        |           |               |
| Sierra Leone         | Osman Keh Kamara            | 2023        |           |               |
| Südafrika            | Thembile Elphus Joyini      | 2023        |           |               |

Die Chilenin Ximena Hinrichs Oyarce ist seit dem 1. August 2019 als Kanzlerin (englisch Registrar) beim Gerichtshof tätig. Sie folgte Philippe Gautier aus Belgien, der das Amt von 2001 bis 2019 innehatte.